# Mi stai ammazzando, Susana
Mi stai ammazzando, Susana (Me estás matando, Susana) è un film del 2016 diretto da Roberto Sneider.
La pellicola ha per protagonisti Gael García Bernal e Verónica Echegui.
Il film è un adattamento del romanzo del 1982 intitolato Ciudades Desiertas (Città deserte) scritto dall'autore messicano José Agustín. È stato presentato in anteprima mondiale al Festival internazionale del cinema di Guadalajara.

## Trama
Eligio e Susana sono una coppia sposata che vive a Città del Messico. Eligio è un attore che vorrebbe recitare a teatro ma recita in piccole parti insignificanti nelle telenovelas. Susana è un’aspirante scrittrice che insegna a scuola. Ha lasciato Madrid per vivere con il marito, probabilmente inseguendo il sogno che in principio li aveva animati. Eligio è un Peter Pan cresciuto nell’ambito di una cultura maschilista. Pur conscio di aver rinunciato ai suoi sogni conduce una vita ormai tranquilla fatta di uscite con gli amici e continui tradimenti ad una moglie che dà per scontata e che, per certi versi, ignora.
Una mattina quando si alza nota che Susana è già uscita di casa, ma la sera quando rincasa con gli amici con cui ha organizzato una festicciola, si rende conto che Susana se ne è andata: mancano le valigie, la metà delle sue cose mentre è stato lasciato il telefono cellulare.
Pensa quindi che sia ritornata in Spagna, ma la madre di lei, chiamata al telefono, dice di non saperne nulla. Eligio continua la ricerca di Susana percorrendo diverse strade. A scuola la sua collega gli dice che Susana le ha chiesto di sostituirla fino al gennaio successivo. Eligio con tutti sostiene che non ci fossero buoni motivi per un abbandono da parte di Susana e questo fa capire di come non si rendesse neppure conto di come trattasse la moglie. Inframmezzati si vedono piccoli flash relativi a Susana. Nel primo sta scrivendo un racconto in cui parla del suo amore, o di quello che fu il suo amore, per Eligio. In un secondo sembra soffrire di solitudine perché fatica ad inserirsi nella vita sociale del posto. In un terzo nota Slawomir, poeta polacco, che la guarda intensamente e nel mentre fa scivolare la mano nella scollatura di un’altra donna. Nel quarto cede alla corte, se così si può chiamare, del poeta, che dopo averla invitata solo con lo sguardo a seguirlo in camera sua, si stende a letto, si mette a leggere un libro e quando Susana fa altrettanto, le prende la mano e gliela posa sul suo pene, noto per le notevoli dimensioni.
Finalmente Eligio riesce a rintracciare dove sia Susana da un articolo apparso in internet: è presso un centro studi di scrittura a Westbrook nello Iowa dove ha vinto una borsa di studio per giovani scrittori. Telefona così al centro e chiede di passargli Susana. La centralinista di fatto conferma la presenza di Sousie e inoltra la chiamata. Risponde un uomo, probabilmente Slawormir che dice solo si. Quando Eligio chiede di poter parlare con Susana, l’uomo gliela passa e, alla sua risposta, un Eligio pietrificato può solo riagganciare.
Eligio vende allora la sua auto, unico suo bene, compra un biglietto aereo e parte per l'Iowa.
Prima di arrivare al campus sperimenta alcune avversità con la polizia in aeroporto. Prende il taxi, guidato da un autista alquanto razzista e, all'arrivo al campus fugge per non pagare il conto spropositato del taxi. Si nasconde sotto le foglie cadute del parco del campus e riesce a ingannare la security e a farla franca. Mentre è ancora nascosto vede Susana che esce dall’edificio che si allontana in compagnia del polacco su un pulmino con altri borsisti.
Si reca quindi alla reception e chiede dove possa trovare sua moglie Susana Ramirez. Dopo qualche primo dubbio generato dal fatto che Susana risulti registrata come single e non sposata, Irene, una delle due receptionist, che mostra immediatamente simpatia per questo messicano ancora palesemente con i residui del parco addosso, si offre di portarlo lei stessa dove si trova Susana. Tutti i giovani scrittori sono ad un meeting informale in cui vengono spiegati gli obiettivi dell’iniziativa e Eligio si fa subito notare per alcune battute sugli Stati Uniti. Lo nota ovviamente anche Susana che sbigottita è costretta a presentarlo agli altri come suo marito, ma appartatisi comincia lo scontro tra Eligio e Susana che difende la sua scelta, sostenendo di averla fatta perché ne aveva voglia e basta e di non volerne discutere né ora né mai, di non amare Eligio e che lui può tornarsene pure in Messico o andare all'inferno.
Malgrado ciò i due si recano all'alloggio di Susana. Entrati nel monolocale Susana dice di aver necessità di cinque minuti e che sarebbe tornata a breve. Passando un po’ di tempo Eligio si insospettisce ed esce in corridoio per cercare Susana. Qui incontra Altagracia, un’altra studentessa, che lo informa che Susana è nella stanza 706 dove abita il contadino polacco con cui Susana  ha una relazione. Eligio quindi corre alla 706, trova Susana che sta parlando con Slawomir, allontana Susana e dice a Slawomir di stare lontano da sua moglie.
Finalmente i due rientrano nella camera di lei per il confronto ormai tanto atteso.
Tra grida, inizialmente, e discussione animata poi, apprendiamo: che Susana ha preso la decisione di scomparire così su due piedi perché certa che Eligio l’avrebbe convinta a non andare nello Iowa e lei stupida alla fine avrebbe accettato, che effettivamente ha una relazione con Slawomir, che quando prima era stata da lui era per dirgli che era arrivato suo marito e che la loro storia era finita per sempre, lasciando intendere che fosse una relazione basata solo sul sesso e quindi facile da troncare.
Man mano che la discussione procede, l’argomento principale non risulta più essere l’abbandono repentino del tetto coniugale ma la relazione con il polacco e Susana appare sempre più in difficoltà emotiva. Quando però chiede perché Eligio l’abbia mai seguita sin lì ed Eligio risponde che non avrebbe potuto fare altrimenti perché la ama, rimane senza alcuna difesa.
Dice di essere esausta, di voler dormire e che avrebbero proseguito per un secondo round il giorno dopo. Eligio si rifiuta inizialmente di sdraiarsi nel letto, prendendo posto su una poltrona, ma poi lo vediamo dormire tranquillamente nel letto. Quella che invece non riesce a prender sonno è Susana sopraffatta dalle emozioni. Si spoglia, sveglia Eligio dicendo che propone una tregua. Iniziano a fare l’amore con trasporto e al culmine della tensione Susana scoppia in un pianto liberatorio dicendo ad Eligio di essere felice che lui sia lì con lei.
Le successive settimane con la coppia ritrovata e riappacificata sono come un sunto della loro vita precedente. All’inizio amore e passione come probabilmente all’inizio del loro rapporto, ma con il passare del tempo rispuntano i vecchi difetti di Eligio, che vuole sempre essere al centro dell’attenzione, privilegia le uscite al bar con gli amici alla relazione con la moglie.
Il tutto degenera quando Eligio sorprende Susana e  Slawomir che parlano fuori dal bar e ne nasce una colluttazione tra i due e poi, goccia che fa traboccare il vaso, quando Susana vede Eligio baciarsi con Irene sotto la  loro casa.
Eligio però continua a non rendersi conto del suo comportamento. Il libro di Susana è ormai completato e viene presentato, come i lavori degli altri studenti, alla commissione. Susana legge il manoscritto che riceve ampi consensi. Eligio è ormai ritornato a essere quello che pensa solo a se stesso al punto di applaudire alla lettura del manoscritto senza rendersi neppure conto che il finale che suscita tante reazioni positive altro non è che il racconto del loro incontro di poche settimane prima, delle emozioni vissute da Susana per il suo amore ritrovato. Ma ormai sembra tutto perduto e Susana decide di sferrare un colpo letale.
La mattina dopo infatti Eligio si sveglia e dopo aver visto che la neve ha imbiancato il paesaggio, non trova Susana in camera, sente bussare alla porta. E’ Altagracia che lo informa che Susana e Slawomir se ne sono andati a Chicago insieme con altri due amici e gli fornisce anche il dépliant con l’indirizzo dove trovarli.
Eligio si fa prestare un'auto e si mette in viaggio, con le strade innevate, per Chicago. Arrivato al luogo indicato da Altagracia si apposta e alla fine capisce dove sono i due. Riesce, arrampicandosi con l’aiuto dell’impianto di condizionamento, a guardare dentro alla camera dove Susana e Slawomir stanno avendo un rapporto sessuale. Susana sembra accorgersi della presenza di Eligio e aumenta i movimenti ritmici come a voler raggiungere l’orgasmo. Eligio, dopo esser caduto sul marciapiede, si precipita nella stanza. Susana, completamente nuda, gli apre la porta ed Eligio, questa volta colpito al cuore, ha una crisi nervosa, è incapace di tutto se non di supplicare Susana di rivestirsi ed andare via da lì. Slawomir terminato il suo compito non sa far altro che guardare la scena.
Eligio e Susana riprendono la via verso Westbrook in auto sotto la neve. Susana chiede ad Eligio cosa intende fare adesso ed Eligio risponde “non lo so”. Susana forse rendendosi conto solo ora di quanto accaduto piange silenziosamente lato passeggero.
I due sarebbero in una situazione di impasse se non intervenisse la sorte in soccorso: causa la neve Eligio esce di strada. L’auto non è danneggiata, ma impossibilitata a proseguire.
Eligio si addormenta e Susana se ne va. Cerca aiuto ad una stazione di servizio. La mattina Eligio viene svegliato dal conducente del carro attrezzi che lo rimorchia alla stazione di servizio dove però non trova Susana ma un suo messaggio che lo esorta ad andare all’inferno.
A questo punto Eligio è rassegnato. Torna al campus, fa i bagagli e porta il passaporto di Susana alla reception. Non vuole sapere dove si trovi adesso Susana ma chiede solo che le restituiscano il passaporto in cui lascia un biglietto su cui scrive che è andato dove lei gli ha chiesto di andare. Rientra a Città del Messico dove nel frattempo sono comparse le insegne natalizie. Dopo un primo periodo di sconforto mette in ordine la casa e decide di terminare la sua partecipazione alle telenovelas per dedicarsi alla sua originale passione, il teatro.
Eligio, pur nel dispiacere di aver perso l'amore della sua vita, se ne fa una ragione ed esorcizza il ricordo parlandone con i suoi amici.
Ma quando si decide di sferrare un colpo letale è necessario considerare che effetto possa avere sul bersaglio ma anche quale effetto possa avere anche su chi scaglia il colpo e Susana si è sempre rivelata un’anima sensibile. Così probabilmente si era resa conto di aver ucciso quello che comunque era l’amore della sua vita. L’ultimo, più che un abbandono, era stata una fuga. 
Così a sorpresa, un giorno rincasando Eligio trova Susana che lo attende seduta sul divano. Eligio le chiede quando sia tornata e sia venuta a salutare i vecchi amici e le offre una birra. Susana appare impacciata ed in tensione. Dopo essersi scambiati i rispettivi complimenti per il libro e per il nuovo lavoro di Eligio a teatro, Eligio chiede a Susana dove fosse stata e quindi scopriamo che era stata prima a New York e poi a Madrid, non in compagnia del polacco, rispondendo a domanda di Eligio, ma da sola.
Chiede dove siano state messe le sue cose e quando Eligio le risponde che le ha ritirate in cantina e se dovesse andare a recuperarle, Susana risponde di no, che stanno bene dove sono. Allora Eligio le chiede perché sia venuta e Susana risponde che è tornata. Eligio è suo marito e quella è anche casa sua. Ma a questo punto Eligio non si accontenta e vuole sapere le motivazioni che l’hanno spinta a ciò. Susana risponde di aver riflettuto a lungo e di essere convinta che malgrado quello che è successo o forse grazie a quello che era successo potevano vivere una vita felice insieme. Ma Eligio non si dà per vinto ed insiste per conoscere la vera motivazione. Susana sembra in difficoltà e chiede ad Eligio se se ne debba andare.  Eligio però ammettendo le sue colpe dice a Susana che malgrado lui la ami ed è convinto che lei sia la donna della sua vita, lei non può tornare così come se nulla fosse accaduto e senza una motivazione valida. Le propone quindi che o lei dice il vero motivo per cui è tornata oppure può restare solo se si lascia sculacciare. Susana accetta di farsi sculacciare ma dopo poco si divincola e rifiuta di continuare. Tuttavia capisce qual è l’unica motivazione che Eligio vuole sentire, la più semplice. Chiede quindi ad Eligio di rifarle la domanda e risponde: sono tornata perché ti amo.

## Produzione
Il film nasce da un'idea di Robert Sneider molti anni prima della sua realizzazione. Il regista era rimasto colpito dal romanzo Ciudades Desiertas di José Agustín, ma quando contattò l'autore per chiedergli di poter produrre un film sul suo libro, scoprì che anche Alfonso Cuarón aveva avuto la stessa idea. Quindi dopo qualche anno, Robert Sneider domandò ad Alfonso Cuarón se avesse intenzione di fare il film e Cuarón gli diede il via libera. Sneider pensò subito a Gael García Bernal per interpretare il personaggio di Eligio e García Bernal gli suggerì di affidare il ruolo di Susana all'attrice spagnola Verónica Echegui, che aveva conosciuto in uno spot pubblicitario qualche anno prima.
Le riprese sono state effettuate a Città del Messico e a Winnipeg, in Canada, dove la produzione ha ricevuto incentivi fiscali dal governo. L'intero film è stato girato con una cinepresa a mano.

## Colonna sonora

### Tracce
1. Vato perron (Piñata Protest) – 2:00
2. Pachangueando (Pacha Massive) – 4:04
3. Good at being bad (JD Dohnal e Shayne Hill) – 2:37
4. 17 horses (Crooked Brothers) – 4:14
5. Qué carajo (Bebe) – 3:19
6. El que pierde una mujer (Luis Arcaraz y su Orquesta) – 2:32
7. Volver, volver (Piñata Protest) – 3:18
8. Tell me baby (Mr. Airplane Man) – 2:44
9. Distante Instante (Rodrigo González) – 3:41
10. To do with you (Zubin Thakkar) – 2:27
11. Deserted cities of the heart (Cream) – 3:38

## Distribuzione
Il primo trailer in spagnolo è uscito il 4 giugno 2016, seguito dal trailer in inglese il 12 luglio 2016 il cui titolo è stato tradotto in You're Killing Me Susana.
Il film è uscito nelle sale cinematografiche messicane il 19 agosto 2016 dopo essere stato presentato al Festival internazionale del cinema di Guadalajara il 5 marzo 2016. Negli Stati Uniti d'America è stato presentato al Chicago International Film Festival il 21 ottobre 2016. Negli Stati Uniti d'America è uscito il 17 febbraio 2017 in un numero limitato di sale. In Italia è stato trasmesso per la prima volta il 4 agosto 2021 su Sky Cinema Uno.

## Riconoscimenti
- 2017 - Premio Ariel
  - Miglior film
  - Candidatura alla miglior regia per Roberto Sneider
  - Candidatura al miglior attore per Gael García Bernal
  - Candidatura al miglior adattamento cinematografico
  - Candidatura alla miglior scenografia
  - Candidatura al miglior sonoro[8]
- 2017 - Pantalla de Cristal Film Festival
  - Miglior film
  - Miglior attore a Gael García Bernal
  - Migliore colonna sonora originale a Victor Hernandez Stumpfhauser
  - Miglior montaggio a Aleshka Ferrero
  - Candidatura alla migliore attrice per Verónica Echegui
  - Candidatura per la miglior regia a Roberto Sneider
  - Candidatura per la miglior fotografia a Antonio Calvache
  - Candidatura per la miglior scenografia a Eugenio Caballero
  - Candidatura per il miglior casting a Joanna Colbert e Sandra León Becker
  - Candidatura per la migliore direzione artistica a Stephen Arndt